# Tunde Adeniji
Babatunde Temitope Adeniji (Akure, 17 settembre 1995) è un calciatore nigeriano, attaccante del Saham Club.

## Carriera

### Club
Ha giocato nella prima divisione dei campionati bulgaro, kazako, ungherese, nigeriano ed omanita.

### Nazionale
Nel 2015 ha esordito in nazionale.